# Film Associates
Film Associates Inc. war eine US-amerikanische Filmproduktions- und Filmverleihfirma.
Film Associates wurde von Henwar Rodakiewicz geleitet. Sie vertrieb Mitte der 1920er Jahre europäische Filme wie Der verlorene Schuh von Ludwig Berger oder Die Unmenschliche von Marcel L’Herbier. In den 1930er und 1940er Jahren produzierte sie mehrere eigene Filme, vor allem Dokumentarfilme, darunter Portrait of a Young Man in Three Movements (1931) und The City (1931). Ihr größter Erfolg war der Film Adventure in the Bronx, den Joseph Krumgold geschrieben und inszeniert hatte und von Rodakiewicz als ausführendem Produzenten betreut wurde. Der Film war 1942 für den Oscar als Bester Kurz-Dokumentarfilm nominiert, unterlag aber Churchill’s Island.